# پرچم مونته‌نگرو
پرچم مونته‌نگرو برای اولین بار در ۱۳ ژوئیه ۲۰۰۴ به رسمیت شناخته شد. به‌عنوان پرچم ملی و نشان غیر نظامی و نشان استان شناخته می‌شود و همچنین دارای تناسب ۱:۲ می‌باشد. این پرچم دارای زمینه قرمز و در وسط دارای نشان ملی این کشور است.

## نگارخانه

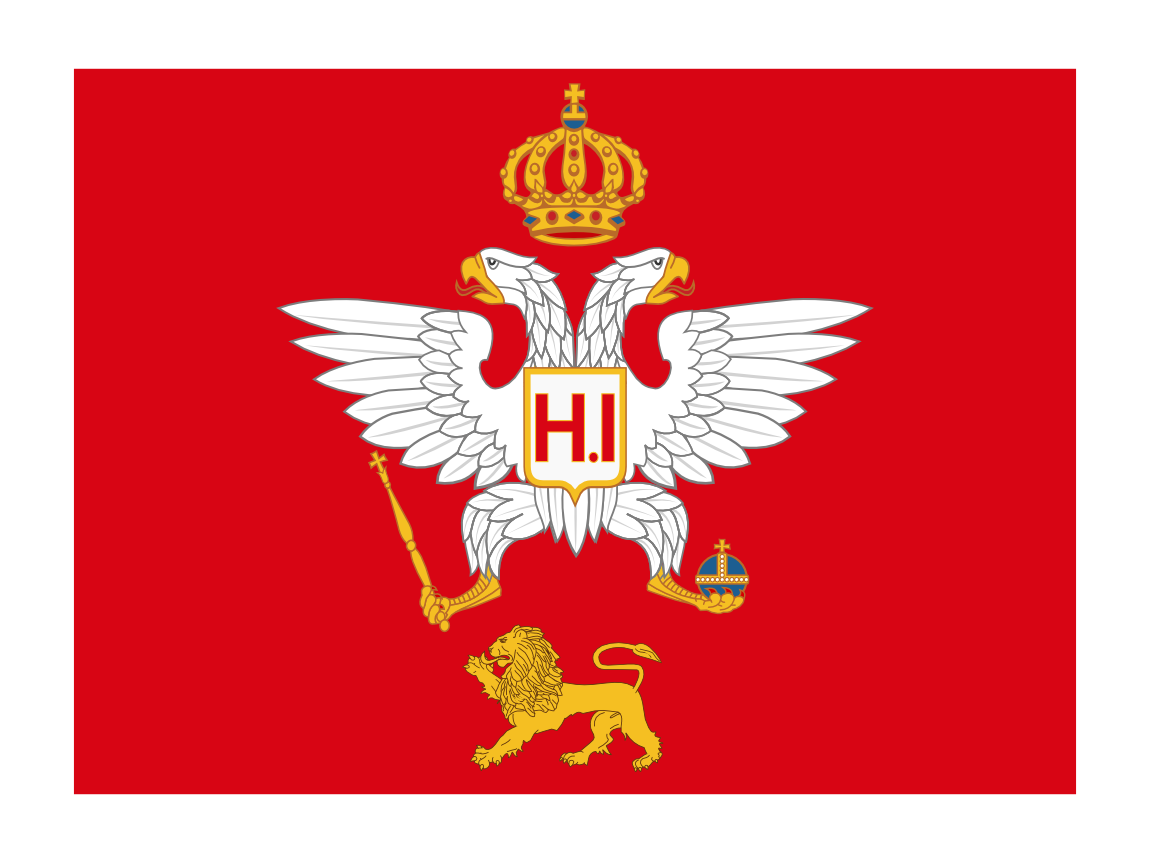
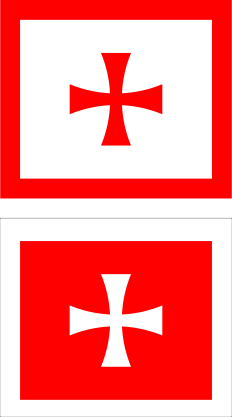